# Gonioryctus lanaiensis
Gonioryctus lanaiensis är en skalbaggsart som beskrevs av Sharp 1908. Gonioryctus lanaiensis ingår i släktet Gonioryctus och familjen glansbaggar. Inga underarter finns listade i Catalogue of Life.